# Urolophus
Urolophus is een geslacht uit de familie van de doornroggen (Urolophidae). Volgens FishBase zijn er 21 soorten.

## Soortenlijst
- Urolophus aurantiacus Müller & Henle, 1841
- Urolophus bucculentus Macleay, 1884
- Urolophus circularis McKay, 1966
- Urolophus cruciatus (Lacepède, 1804)
- Urolophus deforgesi Séret & Last, 2003
- Urolophus expansus McCulloch, 1916
- Urolophus flavomosaicus Last & Gomon, 1987
- Urolophus gigas Scott, 1954
- Urolophus javanicus (Martens, 1864)
- Urolophus kaianus Günther, 1880
- Urolophus kapalensis Yearsley & Last, 2006
- Urolophus lobatus McKay, 1966
- Urolophus mitosis Last & Gomon, 1987
- Urolophus neocaledoniensis Séret & Last, 2003
- Urolophus orarius Last & Gomon, 1987
- Urolophus papilio Séret & Last, 2003
- Urolophus paucimaculatus Dixon, 1969
- Urolophus piperatus Séret & Last, 2003
- Urolophus sufflavus Whitley, 1929
- Urolophus viridis McCulloch, 1916
- Urolophus westraliensis Last & Gomon, 1987